# L'ultimo giorno di un condannato a morte
Tra le due spiegazioni, il lettore scelga quella che vuole.»
(Victor Hugo, prefazione alla prima edizione)
L'ultimo giorno di un condannato a morte è un romanzo scritto da Victor Hugo nel 1829. Sono narrati, in prima persona, gli ultimi giorni di vita di un prigioniero del carcere di Bicêtre, destinato al patibolo.
È un libro molto commovente, che fa rammentare le agonie di un prigioniero, torturato dal solo pensiero di attendere per sei settimane la morte.
Coraggiosa critica alla pena di morte nella Francia ottocentesca. 
Hugo scrive un documento contrario alla pena capitale portando come tesi l'angoscia, la paura e l'impotenza del condannato stesso, rendendo in tal modo il lettore partecipe della tortura dell'attesa.
Senza difendere un caso specifico (ignoti infatti sono sia il nome che il delitto commesso dal condannato), perora la causa dei condannati in generale e si erge contro la pena di morte e il sistema giudiziario.
Interessante anche il prologo dell'edizione originale: un dialogo in un salotto della Parigi per bene tra persone che commentano e criticano fortemente sia lo stile che il contenuto del romanzo. Uno specchio fedele delle idee e della società dell'epoca.

## Edizioni italiane
- trad. Giovanni Battista Carta, Milano, Borroni e Scotti, 1854
- trad. Luigi Masieri, Milano: Alessandro Lombardi, 1854; Milano: Treves, 1882
- adattamento teatrale di Cajo Renzetti, Rimini: E. Renzetti, 1887
- trad. Nicolo F. Mancuso, Napoli: Bideri, 1909
- trad. G. C. Tassoni, Milano: Facchi, 1921
- trad. Virgilio Scattolini, Firenze: Salani, 1923
- trad. Renato Colantuoni, Milano: Barion, 1929
- trad. Manlio Barilli, Bologna: Cappelli, 1950
- trad. Carlo Alberto Orsenigo, Modena: Edizioni Paoline, 1956
- trad. Cesare Giardini, Milano: Rizzoli, 1956
- trad. Franca Zanelli Quarantini, Milano: SE; 1991; Mondadori, 1994
- trad. Maurizio Enoch, Roma: Newton Compton, 1993
- trad. Maurizio Grasso, Roma: Newton Compton, 2005
- trad. Raffaella Panigada, Milano: Alia, 2010
- trad. Donata Feroldi, Milano: Feltrinelli, 2012

## Adattamenti
- Le Dernier Jour d'un condamné (1985), film di Jean-Michel Mongrédien
- Le Dernier jour d'un condamné (2009), opera musicale di David Alagna su libretto di David, Frédérico e Roberto Alagna
- Le Dernier jour d'un condamné (2012), adattamento teatrale di David Mallet